# غريغ تايلور (لاعب كرة قدم)
غريغ تايلور (بالإنجليزية: Greg Taylor) (15 يناير 1990 ببيدفورد في المملكة المتحدة - ) هو لاعب كرة قدم بريطاني في مركز الدفاع. شارك مع منتخب إنجلترا لكرة القدم C ‏. أما مع النوادي، فقد لعب مع كامبريدج يونايتد ونادي لوتون تاون ونادي نورثامبتون تاون ونادي كيترينغ تاون ونادي مانسفيلد تاون ونادي تاموورث ودارلينجتون إف سى.

## وصلات خارجية
- غريغ تايلور (لاعب كرة قدم) على موقع قاعدة بيانات كرة القدم.إي يو (الإنجليزية)
- غريغ تايلور (لاعب كرة قدم) على موقع Soccerbase.com (لاعب) (الإنجليزية)